# Сумерки (деревня)
Сумерки  — деревня в Кадомском районе Рязанской области России. Входит в состав Кущапинского сельского поселения.

## География
Находится в 7 километрах к северо-востоку от Кадома.

## История
История деревни прослеживается по документам с XVII века. В выписке из платёжных книг Кадомского уезда упоминается, сколько всяких доходов взято с мещерских бортников д.Сумерек (так она тогда называлась).
В 1761-1767 гг. в Сумерках было 29 дворов, в них 210 крестьян, принадлежавших 4 помещикам, в том числе Илье Ипатьевичу Муханову, деду будущего декабриста Петра Муханова.
В 1857-1859 годах окрестные земли всё ещё принадлежали одному из Мухановых, затем перешли в казну. К этому времени Сумерки значались сельцом с 96 дворами и населением уже 556 человек, приписанными к церковному приходу села Игнатьево. 463 крестьянина принадлежали Муханову, а 93 – остальным помещикам.
После отмены крепостного права по подворной переписи 1882 г. в Сумерках было 116 дворов и 637 жителей. Они владели 477 десятинами надельной земли. Из них 40 дворов арендовали 38 десятин пашни и 8 десятин лугов. Земли явно не хватало. Уже тогда, через два десятилетия после начала крестьянской реформы, 8 мужчин занимались отходничеством, 13 - были грамотными. Один двор имел сад и 14 колод пчёл.
В 1914 году в Сумерках 1224 жителя, открылась земская школа.

## Известные уроженцы
В 1910 году в деревне родился советский серийный убийца Филипп Тюрин, убивший в Ленинграде не менее 14 человек.

## Население
| 1767 | 1859 | 1882 | 1914  | 1983 | 2007 | 2010 |
| ---- | ---- | ---- | ----- | ---- | ---- | ---- |
| 210  | ↗556 | ↗637 | ↗1224 | ↘240 | ↘115 | ↘76  |